# Psychopsis
Psychopsis – rodzaj roślin z rodziny storczykowatych (Orchidaceae). Obejmuje 4 gatunki występujące w Ameryce Środkowej i Południowej w takich krajach jak: Boliwia, Brazylia, Kolumbia, Kostaryka, Ekwador, Gujana Francuska, Panama, Peru, Surinam, Trynidad i Tobago, Wenezuela.

## Systematyka
Rodzaj sklasyfikowany do podplemienia Oncidiinae w plemieniu Cymbidieae, podrodzina epidendronowe (Epidendroideae), rodzina storczykowate (Orchidaceae), rząd szparagowce (Asparagales) w obrębie roślin jednoliściennych.
Wykaz gatunków
- Psychopsis krameriana (Rchb.f.) H.G.Jones
- Psychopsis papilio (Lindl.) H.G.Jones
- Psychopsis sanderae (Rolfe) Lückel & Braem
- Psychopsis versteegiana (Pulle) Lückel & Braem